# ISO 690
ISO 690 es la norma ISO (Organización Internacional de Normalización) que proporciona las directrices básicas para la preparación de referencias bibliográficas de materiales publicados, como monografías y publicaciones seriadas, capítulos, artículos de publicaciones seriadas (como revistas y diarios), recursos electrónicos, materiales cartográficos, grabaciones sonoras, fotografías, obras audiovisuales, informes técnicos y documentos de patentes. Abarca tanto las referencias a materiales publicados en forma impresa como a los publicados en otros soportes y medios, como los digitales. Sin embargo, no se aplica a referencias de manuscritos u otros materiales no publicados, ni a citas legales.
Aunque propone un orden para los elementos de la referencia y establece convenciones para la transcripción y presentación de información derivada de la publicación fuente, no prescribe ni recomienda un estilo concreto de referencia o de cita. El estilo y la puntuación que muestran los ejemplos incluidos en la norma no se consideran prescriptivos, sino simples ejemplos de usos conformes a la norma.

## Ediciones de la norma
Se han publicado cuatro ediciones de la norma ISO 690. Cada nueva edición ha sustituido a la anterior, que ha dejado de estar en vigor:
- ISO 690:1975
- ISO 690:1987 (Documentación - Referencias bibliográficas - Contenido, forma y estructura). La Asociación Española de Normalización y Certificación tradujo y adaptó al español este documento como UNE 50-104-94.
  - Como complemento de la anterior, se publicó la ISO 690-2:1997 (Información y documentación - Referencias bibliográficas - 2.ª parte: Documentos electrónicos o fragmentos).
- ISO 690:2010. La norma ha sido traducida al español por Aenor (España) como UNE-ISO 690 (mayo de 2013), y titulada Información y Documentación - Directrices para la redacción de referencias bibliográficas y de citas de recursos de información.
- ISO 690:2021, que es la edición actual y titulada como la anterior.[3]

## Ejemplos de referencias bibliográficas
Los ejemplos que se ofrecen en la ISO 690:2010 no tienen carácter normativo, y se incluyen en la misma solo a título informativo.

### Monografías
- LOMINANDZE, DG. Cyclotron waves in plasma. Translated by AN Dellis; edited by SM Hamberger. 1st ed. Oxford: Pergamon Press, 1981. 206 p. International series in natural philosophy. Translation of: Ciklotronnye volny v plazme. ISBN 0-08-021680-3.

### Fragmentos de monografías
- PARKER, TJ. and HASWELL, WD. A Text-book of zoology. 5th ed., vol 1. revised by WD. Lang. London: Macmillan 1930. Section 12, Phyllum Mollusca, pp. 663-782.

### Contribuciones en una monografía
- WRINGLEY, EA. Parish registers and the historian. En: STEEL, DJ. National index of parish registers. London: Society of Genealogists, 1968, vol. 1, pp. 155-167.

### Publicaciones periódicas
- Communication equipment manufacturers. Manufacturing and Primary Industries Division, Statistics Canada. Preliminary Edition, 1970. Ottawa: Statistics Canada, 1971-. Annual census of manufacturers. Text in English and French. ISSN 0700-0758.

### Artículos en publicaciones periódicas
- WEAVER, William. The Collectors: command performances. Photography by Robert Emmett Bright. Architectural Digest, December 1985, vol. 42, no. 12, pp. 126-133.